# Snoek
Der Snoek (Thyrsites atun), ausgesprochen ,Snuk‘, eigentlich snoek-makreel, „Hechtmakrele“ (Afrikaans bzw. niederländisch) gehört zu den Schlangenmakrelen (Gempylidae). Er wird bis 2 m lang und bis 10 Jahre alt, ist aber so schlank und seitlich abgeflacht, dass er dann nur knapp über 6 kg schwer ist. Dennoch ist er ein wichtiger, gesuchter, und somit auch gefährdeter Speisefisch der südlichen Halbkugel. Die Gattung Thyrsites ist monotypisch.

## Aussehen
Der Snoek ist noch schlanker als der Escolar. Kopf und Rumpf sind blausilbern, der Rücken dunkler als die Seiten. Sein Kopf ist lang und spitz, der Unterkiefer deutlich länger als der Oberkiefer. Die schwarze erste Rückenflosse ist fünfmal so lang wie die weichstrahlige zweite. Diese ist wie die gleich große Afterflosse dreieckig, auf beide folgen 6 oder 7 Flössel. Die Bauchflossen sind sehr klein.
Das Kiefergebiss zeigt besonders im Oberkiefer vorne eine dichte Serie langer, gekrümmter Reißzähne – es ähnelt hierin sehr dem von Macrodon ancylodon aus der Familie der Umberfische, dessen Nahrung ja auch vorwiegend aus schwimmenden (und sitzenden) Krebsen besteht. Diese Bezahnung gestattet nun offensichtlich auch eine Deutung des wissenschaftlichen Namens Thyrsites (geprägt von Lesson 1831, übernommen von Cuvier 1832). "Thyrsites" sieht aus wie eine Ableitung von ϑύρσος, einem „Pflanzenstängel“ (und Attribut der Bacchanten – was aber keinen Sinn ergibt) – oder aber wie ein Schreibfehler oder eine Anspielung auf Θερσίτης (Thersites), den „hässlichsten Griechen vor Troja: spitzköpfig, großmäulig und schieläugig“; atύn ist eine spanische Form von „Tunfisch“.
Flossenformel: D1 XVIII-XX, D2 I/11-13, A I/9-11, P ca. 13, V I/4-5.- 35 Wirbel.

## Verbreitung und Lebensweise
Bekannt wurde der Snoek zuerst aus dem Meer vor Südafrika, aber er ist im südlichen gemäßigten Ozean (12-18 °C) rund um den Globus vorhanden, also auch vor Feuerland, Patagonien, Südchile, Neuseeland (wo er „Barracouta“ genannt wird), Tasmanien, New South Wales, von den ozeanischen Inseln (die nördlichste scheint St. Helena zu sein) und über unterseeischen Bergen dieser Zone, deren Südgrenze bei etwa 56°S liegt. Offenbar bestehen etliche Populationen.
Er lebt schwarmweise in Tiefen von 0 bis 450 m (die Augen sind nicht ganz so groß wie bei den weiter in die Tiefe vordringenden Gattungen), also epi- (besonders nachts) bis bathypelagisch. Seine Nahrung besteht – neben den erwähnten Krebstieren (hier besonders Krill (Euphausiacea)) – auch aus Fischen, besonders aus Heringsartigen, Tintenfischen und anderen.

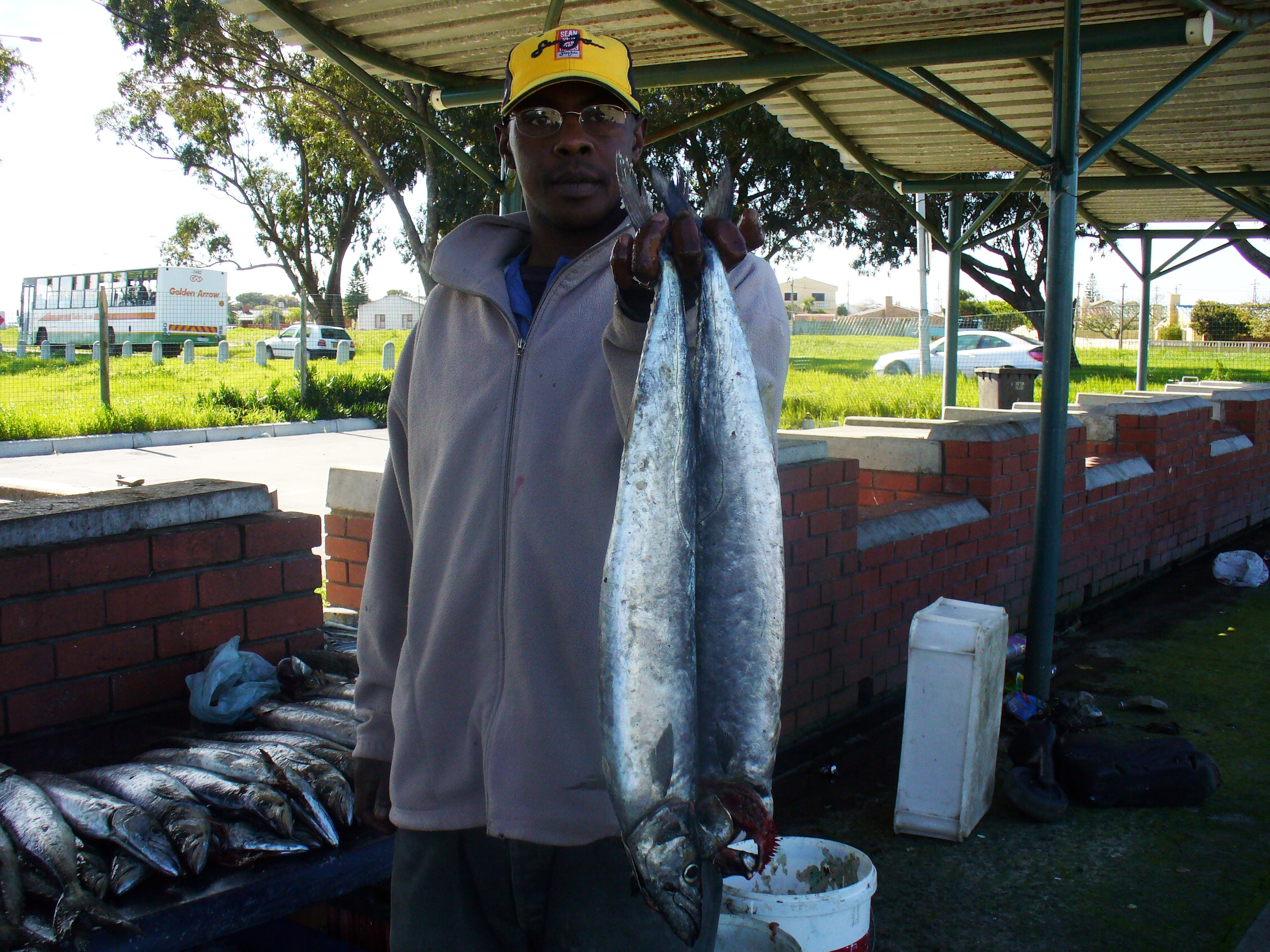
Verkauf von Thyrsites atun in Kapstadt

## Nutzung
Der Snoek wird überall befischt (auch als Sport) und ist daher gefährdet. In Südafrika beargwöhnt man den Südafrikanischen Seebär (Arctocephalus pusillus) „zuviel Hecht“ zu fressen. 1978 „ernteten“ die Südafrikaner 81.000 t „snoeken“ ab, seither ging aber der Ertrag auf ca. 20.000 t pro Jahr zurück. 1999 wurde der Food and Agriculture Organization die Gesamtfangmenge von 41.472 t gemeldet (Neuseeland 20.642 t, Südafrika 11.188 t). Besonders beliebt ist der Snoek (in Bündeln) geräuchert, er eignet sich aber für fast jede Zubereitungsform gleich gut.

## Belege
1. ↑  Bengt Anders Euphrasen, 1756-1797 (1796?), schwedischer Naturforscher (Botaniker und Zoologe), schrieb z. B. über Plagiostomen.
2. ↑  AnAge entry bei www.genomics.senescence.info (englisch, abgerufen am 2. Januar 2010).
3. ↑  Homer, Ilias B 212, 216, 219.
4. ↑  Occurrence overview bei www.gbif.org (englisch, abgerufen am 23. März 2025).
5. ↑  Maurice Blackburn: The Relation Between the Food of the Australian Barracouta, Thyrsites atun (Euphrasen), and Recent Fluctuations in the Fisheries. In: Australian Journal of Marine and Freshwater Research. Bd. 8, Nr. 1, 1957, ISSN 0067-1940, S. 29–54, doi:10.1071/MF9570029.
6. ↑  Species Fact Sheets bei www.fao.org (englisch, abgerufen am 2. Januar 2010).